# Paonta Sahib
Paonta Sahib là một thành phố và là nơi đặt ủy ban đô thị (municipal committee) của quận Sirmaur thuộc bang Himachal Pradesh, Ấn Độ.

## Nhân khẩu
Theo điều tra dân số năm 2001 của Ấn Độ, Paonta Sahib có dân số 19.087 người. Phái nam chiếm 54% tổng số dân và phái nữ chiếm 46%. Paonta Sahib có tỷ lệ 76% biết đọc biết viết, cao hơn tỷ lệ trung bình toàn quốc là 59,5%: tỷ lệ cho phái nam là 79%, và tỷ lệ cho phái nữ là 72%. Tại Paonta Sahib, 13% dân số nhỏ hơn 6 tuổi.